# Эуженополис
Эуженополис (порт. Eugenópolis) — муниципалитет в Бразилии, входит в штат Минас-Жерайс. Составная часть мезорегиона Зона-да-Мата. Входит в экономико-статистический микрорегион Муриаэ. Население составляет 9722 человека на 2006 год. Занимает площадь 310,538 км². Плотность населения — 31,3 чел./км².
Праздник города — 3 мая.

## История
Город основан 3 мая 1891 года.

## Статистика
- Валовой внутренний продукт на 2003 год составляет 29 542 201,00 реалов (данные: Бразильский институт географии и статистики).
- Валовой внутренний продукт на душу населения на 2003 год составляет 3032,46 реалов (данные: Бразильский институт географии и статистики).
- Индекс развития человеческого потенциала на 2000 год составляет 0,739 (данные: Программа развития ООН).